# Michel von Tell
Michel von Tell (8 oktober 1980) is een Zwitsers zakenman, humorist, journalist.
Hij speelde professioneel honkbal op school in de NLB, de tweede professionele competitie van Zwitserland. In de Fraternity Rwanda Rally van 2000 eindigde hij op de zesde plaats.
In 2012 verkocht hij het merendeel van zijn bedrijven en werd in de media actief. Hij startte een show en deed een podcast op de nieuwe mediaplatformen. Von Tell werkte samen met mensen als Peter Scholl-Latour, Ulrich Kienzle, Gerhart Baum en zijn vriend, de cabaretier Christoph Sieber. Zijn show en podcasts zijn door meer dan 10 miljoen mensen gezien. Von Tell woont in de Verenigde Staten, Israël en Zwitserland. In 2020 werkt hij tevens in het Duitse parlement als strategisch adviseur.
Hij trad wereldwijd af en toe op als DJ bij grote evenementen. Enkele bekende locaties waren onder andere de legendarische Full Moon Party in Thailand, de Street Parade in zijn thuisstad Zürich, de legendarische Space Club op Ibiza, de Paradise Club op Mykonos en de New York Club in de Cariben (Costa Rica), Beach Cult Live op Cyprus en de Bedouin Club in Ghana. Hij neemt jaarlijks deel aan de Zurich Love Ride, het grootste motorfestival van Europa, een evenement dat geld inzamelt voor zieke kinderen.
Von Tell speelde ook enkele pokertoernooien; volgens de Zwitserse "All Time Money List" is hij een van de 100 succesvolste spelers in het land. In de nieuwe E-Porsche nam von Tell deel aan de 24-uursrace van de nieuwe E-Grand Prix op de Nürburgring.

## Wereldrecord
In maart 2020 vestigde von Tell een wereldrecord op de Harley-Davidson LiveWire door 1723 km binnen 24 uur af te leggen. Het vorige record lag onder de 1400 km. De rit ging door de landen Oostenrijk, Liechtenstein, Zwitserland en Duitsland. Meer dan 20 landen vermeldden het record.